# زوما (السودان)
زوما هو موقع أثري (يشمل القرية والمدفن) يقع على بعد 25 ميلاً (40 كم) في اتجاه مجرى نهر النيل من جبل البركل، تقع على بعد حوالي 10 كيلومترات (6.2 ميل) جنوب الكرو، في منطقة نبتة، على الجانب الأيمن من النيل، في مقبرة زارها عدة باحثين في المائتي سنة الماضية، ولكن لم يكن هناك سوى وصف وجيز مكتوب. أدرجت اليونسكو مساحة 20 هكتارًا من زوما في قائمة التراث العالمي في عام 2003.
بدأ فريق بولندي سوداني بقيادة محمود الطيب من المركز البولندي لآثار البحر الأبيض المتوسط بجامعة وارسو الحفريات الحديثة والمنهجية في ديسمبر 2004 ضمن "مشروع أبحاث مقرة المبكر"، وجد الفريق 29 قبر سطحي، مقسمة إلى ثلاثة أنواع، النوع الأول يتكون تلال مغطاة بالكامل بالحجارة، يبلغ قطر تلال القبور من 25 إلى 53 مترًا (82-174 قدمًا) وكان ارتفاعها من 6 إلى 13.5 مترًا (20-44 قدمًا). يبلغ قطر تلال النوع الثاني 21-31 مترًا (69-102 قدمًا)، وهي مبنية من الرمل والأحجار السائبة وتلتف حلقة حجرية تدور حول التل تحافظ على تماسكهم. تلال النوع الثالث مسطحة ويبلغ ارتفاعها أقل من متر واحد (3 قدم 3 بوصات). يبلغ قطرها 9-20 مترًا (30-66 قدمًا) وتحتوي على حجرة قبر واحدة فقط، وهي مشابه لمقابر تلال الديتي المدروسة في نفس المشروع. نُهبت جميع قبور زوما ولم يعثر فيها إلا على فخار وخرز وشظايا معدنية وعظام حيوانات وخزفيات تعود إلى أواخر القرن الخامس الميلادي وأوائل القرن السادس.

## ثبت المراجع
- El-Tayeb, Mahmoud: "Early Makuria Research Project. Excavations at el-Zuma, 2017. Preliminary report". In: Polish Archaeology in the Mediterranean 26 (2017), 339–354
- El-Tayeb, Mahmoud: "Early Maukrua Research Project, Excavations at El-Zuma, Preliminart Report". In: Polish Archaeology in the Mediterranean, XVI (2004), pp. 389–399
- Obluski, Artur: "Remarks on a Survey of the Tumuli Field at El-Zuma", appendix to El-Tayeb, Mahmoud: "Early Maukrua Research Project, Excavations at El-Zuma, Preliminart Report". In: Polish Archaeology in the Mediterranean, XVI (2004), pp. 400–403
- Osypinska, Marta: "Animal Bones from the Excavations at Ez-Zuma". In: Polish Archaeology in the Mediterranean XVI (2004), pp. 404–408